# Кольер, Джон (художник)
Джон Малер Кольер (англ. John Maler Collier; 27 января 1850, Лондон — 11 апреля 1934, там же) — английский живописец-портретист, один из представителей прерафаэлитизма. Обучался живописи (с 1875 года) в Мюнхенской академии.

## Биография
Кольер происходил из успешной семьи. Его дед, также Джон Кольер, был крупным буржуа, квакером и членом парламента. Его отец, сэр Роберт Перрье Кольер, адвокат и член парламента, в течение многих лет был Генеральным прокурором и судьей Тайного совета, он получил титул первого лорда Монксвелл. Старший брат Джона Кольера, второй лорд Монксвелл, был заместителем государственного секретаря военного министерства и председателем правления Лондонского Совета графства.
Сам Джон Кольер являлся членом Королевского общества британских художников.
Оба раза был женат на дочерях Томаса Генри Гексли. Кольер стал неотъемлемой частью семьи Томаса Гексли, который в своё время был президентом Лондонского королевского общества.
Первой женой Кольера, в 1879 году, стала Марион Гексли. Она была художником, как и её муж. После рождения их единственной дочери, она стала страдать тяжёлой послеродовой депрессией и была отправлена в Париж на лечение, где, однако, заболела воспалением лёгких и умерла в 1887 году.
В 1889 году Кольер женился на её младшей сестре Этель Гексли. До 1907 года такие браки были невозможны в Англии, поэтому церемония прошла в Норвегии.
Дочь Кольера от первого брака, Джойс, стала портретной миниатюристкой, членом Королевского общества миниатюристов. От второй жены у него были дочь и сын, сэр Лоуренс Кольер, который был британским послом в Норвегии в 1941–1951 годах.

## Известные картины
Аристократическое происхождение Кольера позволило ему утвердиться в ряду важных художников того времени, таких как Лоуренс Альма-Тадема и Джон Эверетт Милле, он стал популярным портретистом в викторианскую эпоху и время короля Эдуарда VII.
Диапазон тем картин Кольера весьма широк. Он рисовал многих выдающихся деятелей своего времени. В 1893 году, например, его моделями стали епископ Шрусбери (сэр Лавлейс Стамер); сэр Джон Лаббок; сэр Эдвард Август Инглфилд (адмирал и исследователь Арктики) и т. д.
Он также создавал работы на мифологические темы. Кольер известен своим драматическим, театральным стилем картин на классические сюжеты. Он прославился благодаря использованию, в истинно романтической традиции, в качестве основной темы для своих картин образов красивых женщин из легенд, мифов, литературы и истории.
Известные работы
- A Devonshire Orchard (Девонширский сад)
- Circe, 1885 (Цирцея)
- Clytemnestra, 1882 (Клитемнестра)
- Clytemnestra, 1914 (Клитемнестра)
- Ellen Terry as Lucy Ashton (Эллен Терри в роли Люси Аштон)
- Guinevere’s Maying (Май Гвиневры)
- Hetty Sorrell (Хетти Соррел)
- Horace and Lydia Study (Гораций и Лидия)
- In the Forest of Arden, 1892 (Арденский лес)
- In the Venusburg Tannhäuser, 1901 (Тангейзер)
- Lady Godiva, circa 1898 (Леди Годива)
- Lady Halle, 1895 (Леди Халле)
- Lilith, 1887 (Лилит)
- Pope Urban VI, 1896 (Папа Урбан VI)
- Portrait of the Artist’s Daughter, 1929 (Портрет дочери художника)
- Priestess of Delphi, 1891 (Дельфийская жрица)
- Sentence of Death, 1908 (Смертный приговор)
- Shopping for Silks (Покупка шелка)
- Sleeping Beauty (Спящая красавица)
- Spring (Весна)
- Tannhauser in the Venusberg (Тангейзер на Венериной горе)
- The Artist’s Wife, 1880 (Жена художника)
- The Confession, 1902 (Исповедь)
- The Death of Albine, 1895 (Смерть Альбины)
- The Grand Lady, 1920 (Гранд Леди)
- The Laboratory (Лаборатория)
- The Land Baby, 1909 (Земной ребёнок)
- The Last Voyage of Henry Hudson, 1881 (Последнее путешествие Генри Гудзона)
- The Pharaoh’s Handmaidens, 1883 (Служанки фараона)
- The Plague, 1902 (Чума)
- The Priestess of Bacchus (Жрица Вакха)
- The Prodigal Daughter, 1903 (Блудная дочь)
- The Water Nymph, 1923 (Нимфа воды)
- The White Devil, 1909 (Белый дьявол)
- Water Baby, 1890 (Дитя воды)